# Галайчук Вадим Сергійович
Вадим Сергійович Галайчук (* 14 лютого 1971, Городок) — український адвокат, юрист. Головний юрист передвиборчого штабу Володимира Зеленського.
Народний депутат України від партії «Слуга народу» на парламентських виборах 2019 року, № 44 у списку. Безпартійний. Перший заступник голови Комітету Верховної Ради України з питань інтеграції України з Європейським Союзом.
Співголова групи з міжпарламентських зв'язків з Малайзією. Також 29 жовтня 2019 року Вадима Галайчука обрали співголовою Парламентського комітету асоціації Україна-ЄС.
22 липня 2025 року голосував за закон України 12414 який був ухвалений з порушенням Регламенту Верховної Ради України та підпорядкував НАБУ та САП Генеральному прокурору і викликав масові протести. 

## Життєпис
Одружений. Виховує трьох дітей.

### Освіта
- 1999 — завершив навчання в Київському університеті ім. Шевченка за спеціальністю «Правознавство».

- 2001 — 2002 — школа кримінальної юстиції, Мічиганський Державний Університет (Michigan State University), диплом магістра соціологічних наук.

- 2011 — 2012 — програма соціальної корпоративної відповідальності, Шведський інститут (Swedish Institute)[12]

### Професійна діяльність
- 1997 — 2000 — штатний юрист, перекладач в Американській Асоціації Юристів в Україні.

- 2001 — стажер в BKSH & Associates, Вашингтон[13].

- 2002 — 2004 — юрист юридичного департаменту партії “Наша Україна” та кандидата в президенти Віктора Ющенка.

- 2005 — 2016 — співзасновник та старший партнер компанії «Моор і партнери»[14].

- 2016 — засновник, юрист та партнер Hillmont Partners, адвокат та експерт з конституційного, адміністративного та виборчого права.[15][16]

### Громадська діяльність
- 1998 — юридичний радник програми банківського нагляду групи компаній Барентс для Національного Банку України.

- 2003 — керівник приймальні “Народний адвокат”, що надавала консультації в кількох районах Вінницької області.

- 2003 — 2004 — співавтор низки аналітичних та навчальних матеріалів з питань проведення виборчих кампаній та вирішення виборчих спорів в штабі кандидата на пост президента України Віктора Ющенка.

- 2007 — 2008 — участь в підготовці спостерігачів за виборами у Молдові.

- 2009 — брав участь у якості міжнародного спостерігача за виборами в Афганістані.

- 2012 — 2013 — керівник відділу міжнародних відносин “Європейської партії України”, був довіреною особою кандидата в народні депутати Миколи Катеринчука по мажоритарному округу на Вінниччині[17].

- 2013 — участь в організації розслідування масового побиття журналістів правоохоронцями під час Революції Гідності на вул. Банковій 1 грудня 2013 року[18][19].

- 2014 — член ВГО «Асоціація правників України», заступник голови Комітету з конституційного права, адміністративного права, та прав людини[20].

- 2019 — представник, член команди і довірена особа кандидата у Президенти України Зеленського[21]. Був головним юристом передвиборчого штабу Володимира Зеленського.[16]
- У травні 2020-го став одним з інціаторів законопроєкту від “Слуги народу”, який за даними ЗМІ, офіційно дозволяє непрямий підкуп виборців в умовах пандемії коронавірусу[22].

## Нагороди
- Має нагороду USAID за надання безоплатних правових послуг[23].

## Публікації
- 1. Вадим Галайчук, Сергій Кальченко Проживання в Україні кандидата в народні депутати: коментарі до однієї виборчої справи[24]
- 2. Вадим Галайчук Як працювали шахраї на концерті Depeche Mode[25]
- 3. Вадим Галайчук А чи існує Росія? Питання дискусійне…[26]
- 4. Вадим Галайчук Про обіцянки коаліції: виборчо-системна сага[27]
- 5. Свобода слова для держслужбовців: чому ЕСПЛ не дає чиновникам права на критику[28]
- 6. Конституцію України на референдум: чому Венеціанська комісія проти?[29]
- 7. Насіров і Антикорупційний суд: юридична пастка нового закону[30]
- 8. Вадим Галайчук Афганський синдром української демократії[31]
- 9. Вадим Галайчук, Сергій Кальченко, Тетяна Канак Захист права на мирні зібрання під час виборів[32]